# Reflektive Unterkategorie
Eine reflektive Unterkategorie ist im mathematischen Teilgebiet der Kategorientheorie eine Unterkategorie mit einer zusätzlichen Eigenschaft. Die Objekte der Unterkategorie entstehen aus den Objekten der Oberkategorie durch einen funktoriellen Prozess, den man sich als eine Art der Vervollständigung vorstellen kann.

## Definition
Es sei {\displaystyle {\mathcal {D}}} eine Unterkategorie von {\displaystyle {\mathcal {C}}}. {\displaystyle {\mathcal {D}}} heißt reflektiv (in {\displaystyle {\mathcal {C}}}), wenn der Inklusionsfunktor {\displaystyle I\colon {\mathcal {D}}\rightarrow {\mathcal {C}}} rechtsadjungiert ist.
Ein zu {\displaystyle I} linksadjungierter Funktor {\displaystyle {\mathcal {C}}\rightarrow {\mathcal {D}}} heißt Reflektor.
Dual dazu nennt man eine Unterkategorie {\displaystyle {\mathcal {D}}} von {\displaystyle {\mathcal {C}}} koreflektiv (in {\displaystyle {\mathcal {C}}}), wenn der Inklusionsfunktor {\displaystyle I\colon {\mathcal {D}}\rightarrow {\mathcal {C}}} linksadjungiert ist. Ein zu {\displaystyle I} rechtssadjungierter Funktor {\displaystyle {\mathcal {C}}\rightarrow {\mathcal {D}}} heißt Koreflektor.

## Beispiele
- Sei {\displaystyle {\mathcal {M}}} die Kategorie der metrischen Räume mit den lipschitzstetigen Funktionen mit Lipschitzkonstante {\displaystyle \leq 1} als Morphismen. Dann ist die Unterkategorie {\displaystyle {\overline {\mathcal {M}}}} der vollständigen metrischen Räumen reflektiv. Der Funktor {\displaystyle {\mathcal {M}}\rightarrow {\overline {\mathcal {M}}}}, der jedem metrischen Raum die mittels Äquivalenzklassen von Cauchy-Folgen definierte Vervollständigung zuordnet, ist ein Reflektor. Andere Methoden der Vervollständigung führen zu anderen Reflektoren, allerdings sind je zwei solche Reflektoren natürlich äquivalent, siehe unten.

- Sei {\displaystyle {\mathcal {Int}}} die Kategorie der Integritätsringe mit den injektiven, einserhaltenden Ringhomomorphismen. Dann ist die Unterkategorie {\displaystyle {\mathcal {K}}} der Körper eine reflektive Unterkategorie von {\displaystyle {\mathcal {Int}}}. Ein Reflektor ist der Funktor {\displaystyle {\mathcal {Int}}\rightarrow {\mathcal {K}}}, der jedem Integritätsring seinen Quotientenkörper (als Menge von Äquivalenzklassen von Paaren des Ringes) zuordnet.[4] In diesem Beispiel vervollständigt der Reflektor den Integritätsring um die fehlenden Inversen zu einem Körper.

- Die Kategorie der kompakten Hausdorffräume ist eine reflektive Unterkategorie der Kategorie aller topologischen Räume. Die Stone-Čech-Kompaktifizierung ist ein Reflektor.[5]

- Die Kategorie der kompakten Gruppen ist eine reflektive Unterkategorie der Kategorie aller topologischen Gruppen. Die Bohr-Kompaktifizierung ist ein Reflektor.[6]

- Gegenbeispiel: Der algebraische Abschluss eines Körpers ist kein Reflektor, genauer: Die Unterkategorie der algebraisch abgeschlossenen Körper ist nicht reflektiv in der Kategorie der Körper.[7]

- Die Kategorie der abelschen Torsionsgruppen ist koreflektiv (aber nicht reflektiv) in der Kategorie der abelschen Gruppen. Die Bildung der Torsionsuntergruppe ist ein Koreflektor.[8]

- Die Kategorie der lokal zusammenhängenden Räume ist eine koreflektive Unterkategorie der Kategorie aller topologischen Räume. Ein Koreflektor ist der Übergang zur gröbsten lokal zusammenhängenden Topologie, die feiner als die gegebene ist.

## Eigenschaften
- Reflektoren bzw. Koreflektoren sind bis auf natürliche Isomorphie eindeutig bestimmt. Das liegt einfach daran, dass die Links- bzw. Rechtsadjungierte eines Funktors, wenn sie existiert, bis auf natürliche Isomorphie eindeutig bestimmt ist.

- Um Reflektoren als Vervollständigungen verstehen zu können, sollte die Vervollständigung, das heißt die Anwendung des Reflektors, auf ein Objekt der reflektiven Unterkategorie nichts Neues bringen. Mit der Zusatzvoraussetzung, dass die Unterkategorie voll ist, das heißt, dass der Inklusionsfunktor ein voller Funktor ist, gilt das tatsächlich:[9]

Es sei {\displaystyle {\mathcal {D}}} eine volle und reflektive Unterkategorie von {\displaystyle {\mathcal {C}}} mit Reflektor {\displaystyle R\colon {\mathcal {C}}\rightarrow {\mathcal {D}}}. Dann ist die Einschränkung von {\displaystyle R} auf {\displaystyle {\mathcal {D}}} natürlich isomorph zum identischen Funktor {\displaystyle \mathrm {id} _{\mathcal {D}}}.
Auf die Voraussetzung der Vollheit kann hier nicht verzichtet werden. Daher ist etwa im Lehrbuch von M. Brandenburg die Vollheit bereits in die Definition der reflektiven Unterkategorie eingebaut.
- Ist {\displaystyle {\mathcal {D}}} eine volle und reflektive Unterkategorie von {\displaystyle {\mathcal {C}}} und ist {\displaystyle {\mathcal {C}}} kovollständig, so ist auch {\displaystyle {\mathcal {D}}} kovollständig.[12]

Dual gilt: Ist {\displaystyle {\mathcal {D}}} eine volle und koreflektive Unterkategorie von {\displaystyle {\mathcal {C}}} und ist {\displaystyle {\mathcal {C}}} vollständig, so ist auch {\displaystyle {\mathcal {D}}} vollständig.
Da die Kategorie der topologischen Räume {\displaystyle {\mathcal {T}}} kovollständig ist und die Kategorie der kompakten Hausdorffräume {\displaystyle {\mathcal {K}}} nach obigem Beispiel voll und reflektiv in {\displaystyle {\mathcal {T}}} ist, ist wegen dieser Eigenschaft auch die Kategorie der kompakten Hausdorffräume kovollständig. Man beachte aber, dass ein in {\displaystyle {\mathcal {T}}} gebildeter Kolimes (etwa ein Koprodukt) von kompakten Hausdorffräumen im Allgemeinen nicht mit dem in {\displaystyle {\mathcal {K}}} gebildeten übereinstimmt.